# Aleiodes dissector
Aleiodes dissector är en stekelart som först beskrevs av Christian Gottfried Daniel Nees von Esenbeck 1834.  Aleiodes dissector ingår i släktet Aleiodes och familjen bracksteklar. Arten är reproducerande i Sverige. Inga underarter finns listade i Catalogue of Life.